# World Cat Federation
Pour les articles homonymes, voir WCF.
La World Cat Federation (WCF) est une fédération mondiale fondée à Rio de Janeiro en 1988 et dont le siège social est situé en Allemagne. La WCF réunit plus de 540 clubs à travers le monde et reconnaît plus d'une soixantaine de races de chat.

## Historique
La WCF est fondée à Rio de Janeiro en 1988 ; son siège social est situé en Allemagne.

## Missions
Les missions de la WCF sont le suivi et l'enregistrement des chats de race appartenant aux clubs membres, la formation de juges félins, la création et le maintien à jour des standards de race, l'organisation d'expositions félines dont les règles sont propres à la fédération et la participation au parlement européen à Strasbourg en ce qui concerne la législation sur le bien-être animal.
La WCF réunit plus de 540 clubs à travers le monde, les associations félines membres font partie des pays suivants : Émirats arabes unis, Argentine, Autriche, Australie, Belgique, Brésil, Bélarus, Suisse, Chili, Colombie, Chypre, République tchèque, Allemagne, Estonie, Espagne, France, Hongrie, Israël, Italie, Kazakhstan, Lituanie, Lettonie, Monaco, Moldavie, Malte, Nouvelle-Zélande, Pologne, Roumanie, Russie, Suède, Ukraine, États-Unis, Afrique du Sud. En France, un accord entre le Livre officiel des origines félines (LOOF) et la WCF a été signé le 2 mars 2011 puis renouvelé en mai 2018 : il permet une flexibilité entre les deux fédérations, tant pour la reconnaissance des races que pour les jugements en exposition féline.

## Races reconnues
La WCF est une des fédérations les plus avant-gardiste en ce qui concerne la reconnaissance de races. En effet, elle en reconnaît près de 67 dont certaines sont encore très peu connues comme le bobtail du Mékong ou le kanaani ; cependant une dizaine de races ne dispose pas de standard WCF mais d'un standard « emprunté » à une autre fédération comme l'american wirehair ou le burmilla à poil long. Elle classe les races par longueur de poil et type oriental.

### Poil long

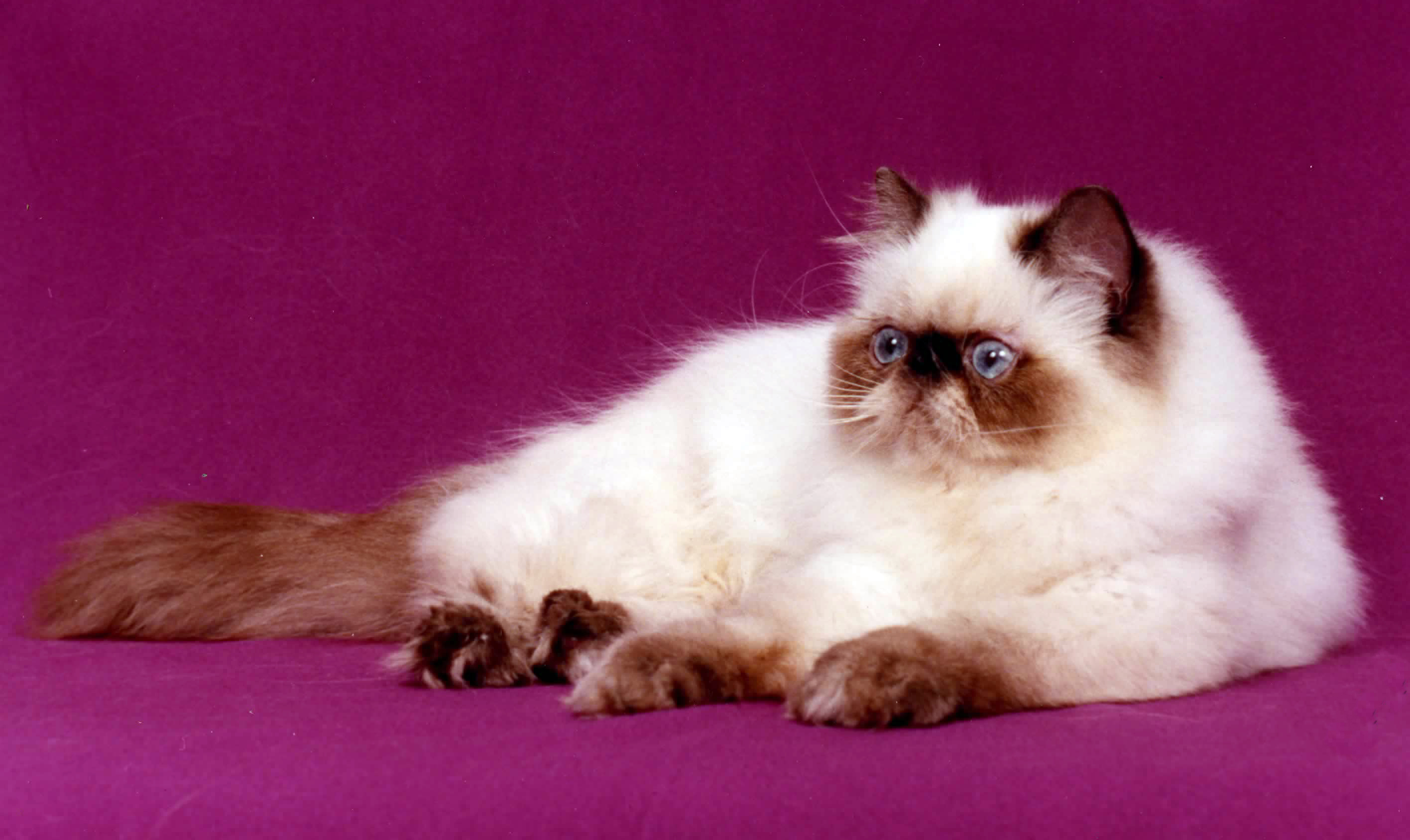
Colourpoint

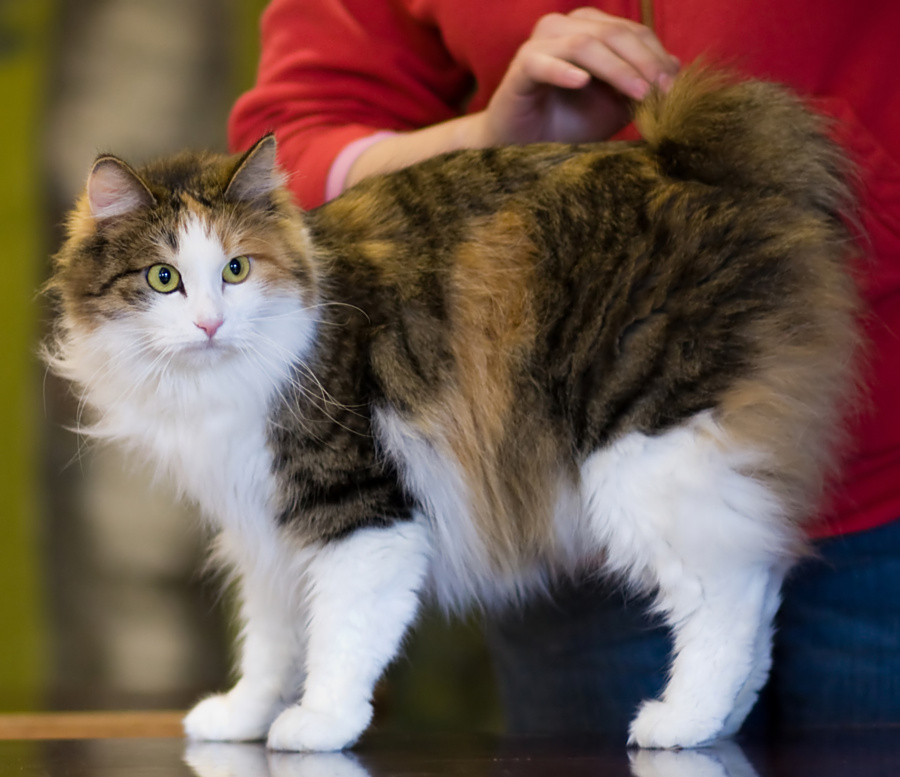
Bobtail des Kouriles

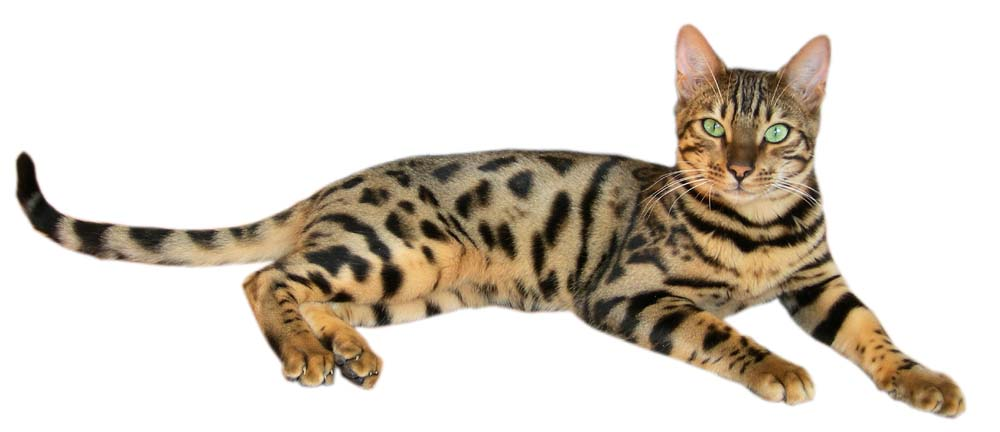
Bengal

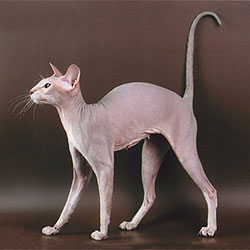
Peterbald

- Colourpoint
- Persan

### Poil mi-long
- American curl à poil long
- Angora turc
- Balinais
- Bobtail japonais à poil long
- Bobtail des Kouriles à poil long
- British longhair
- Burmilla à poil long et à poil court
- Cymric
- Highland Fold
- LaPerm à poil long
- Maine coon
- Munchkin à poil long
- Oriental longhair
- Nebelung
- Norvégien
- Ragdoll
- Ragamuffin
- Sacré de birmanie
- Selkirk rex à poil long
- Sibérien
- Somali
- Tiffanie
- Turc de van
- Ural rex à poil long
- York

### Poil court
- American curl à poil court
- American shorthair
- American wirehair
- Anatoli
- Asian
- Australian mist
- Bengal
- Bleu russe
- Bobtail japonais à poil court
- Bobtail des Kouriles à poil court
- Bombay
- Brazilian shorthair
- British shorthair
- Burmese anglais
- Burmilla à poil court
- Celtic shorthair
- Ceylan
- Chartreux
- Cornish rex
- Devon rex
- Don sphynx
- Exotic shorthair
- German rex
- Kanaani
- Korat
- LaPerm à poil court
- Manx
- Mau arabe (provisoire)
- Mau égyptien
- Munchkin à poil court
- Selkirk rex à poil long et à poil court
- Scottish fold
- Singapura
- Sphynx
- Ocicat
- Ural rex à poil long et à poil court

### Siamois/oriental poil court
- Bobtail du Mékong
- Oriental shorthair
- Peterbald
- Siamois
- Thaï
- Tonkinois

## Exposition féline
La WCF délivre trois prix différents : le WCF World Champion/Premior (premior étant réservé aux chats castrés), le WCF Master et le WCF Best Cat. Des classes différentes existent selon l'âge du concourant (chaton, chat adulte), la race reconnue ou non, la couleur. Un chat peut également devenir champion, champion d'Europe, champion international ou grand champion, selon le nombre de points obtenus dans chaque catégorie.